# Première bataille du Nakdong
Guerre de Corée
Batailles
Bataille du périmètre de Busan :

Août :
- Masan
- Massacre de Bloody Gulch
- Battle Mountain
- Nakdong (1re)
- Pohang
- Daegu
- Bowling Alley
- Massacre de la colline 303

Septembre :
- Grande offensive du Nakdong
- Gyeongju
- Tabu-dong
- Ka-san
- Nakdong (2e)
- Yongsan
- Haman
- Rivière Nam

Contexte :
- Ordre de bataille
- Logistique

La première bataille du Nakdong est un engagement entre les forces des Nations unies et de Corée du Nord lors de la guerre de Corée qui se déroule du 5 au 19 août 1950.